# Ruth Sahanaya
 (novembre 2015).
Ruth Sahanaya est une chanteuse et danseuse indonésienne née le 1er septembre 1966 à Bandung, dans la province de Java occidental en Indonésie.

## Biographie
Ruth de son surnom Uthe, est la troisième des quatre enfants d'Alfares Edward Sahanaya et de Matheda David. Elle est mariée à l'acteur Jeffry Waworuntu depuis 1994, avec qui elle a eu deux enfants, Amabel Odellia et Nadine Emmanuella Waworuntu.

## Discographie
- Seputih Kasih (1987)
- Tak Kuduga (1989)
- Kaulah Segalanya (1992)
- Yang Terbaik (1994)
- ...Uthe (1996)
- Berserah Kepada Yesus (Gospel Album) (1997)
- Kasih (1999)
- Yang Kurindukan (Gospel) (2000)
- Greatest Hits Ruth Sahanaya (2002)
- Bicara Cinta (2003)
- Jiwaku (2006)
- Joyful Christmas (2007)
- Giving My Best (gospel) (2009)
- Thankful (2010)